# Claudio Agatemero
Claudio Agatemero (in greco Κλαύδιος Ἀγαθήμερος) (Sparta, ... – ...; fl. I secolo) è stato un medico greco antico, vissuto nel I secolo d.C..
Nacque a Sparta, e fu allievo del filosofo stoico Lucio Anneo Cornuto, un liberto di Seneca, tramite il quale conobbe il poeta Persio nel  50 d.C. circa.
Nelle vecchie edizioni di Svetonio era menzionato col nome di Agaterno, un errore che è stato corretto per la prima volta da Thommas Reinesius. Si è riusciti nell'identificazione grazie al ritrovamento del cippo sepolcrale di Claudio Agatemero e della moglie, Myrtale, tutt'oggi conservato nell'Ashmolean Museum di Oxford. Così suona l'iscrizione:
(Iscrizione)
Claudio Agatemero, pur non essendo un liberto, possiede il praenomen romano, questo perché, come ci informa Svetonio, gli spartani erano tradizionalmente clienti della gens Claudia.